# I Am the Resurrection
I Am the Resurrection è un brano del gruppo musicale britannico The Stone Roses, pubblicato come singolo estratto dal loro omonimo album di debutto. Il singolo è stato pubblicato il 30 marzo 1992, arrivando al 33º posto della Official Singles Chart.

## Tracce
7": [Silvertone ORE 40]
1. "I Am the Resurrection" (Pan and Scan Radio Version) – 3:45
2. "I Am the Resurrection" (Highly Resurrected Dub) – 3:30

12": [Silvertone ORE T 40]
1. "I Am the Resurrection" (Extended 16:9 Ratio Club Mix) – 8:22
2. "I Am the Resurrection" (Original LP version) – 8:12
3. "Fools Gold" (Bottom Won Mix) – 6:59

CD: [Silvertone ORE CD 40]
1. "I Am the Resurrection" (Pan and Scan Radio Version) – 3:45
2. "I Am the Resurrection" (5:3 Stoned Out Club Mix) – 5:40
3. "I Am the Resurrection" (Original LP version) – 8:12
4. "Fools Gold" (Bottom Won Mix) – 6:59

## Linguaggio religioso e messianico
Lo studioso della Bibbia James Crossley ha notato il linguaggio biblico utilizzato per tutta la canzone. Il cantante assume il ruolo di una figura simile a Cristo o a Dio ("Io sono la risurrezione e io sono la vita"). Oltre al titolo, che allude al Vangelo secondo Giovanni, egli sostiene che ci siano riferimenti alla testardaggine e al pentimento riscontrabili nella letteratura profetica dell'Antico Testamento (che usa ripetutamente il linguaggio del "rivolgersi" a Dio) e la persistenza e la redenzione nel Nuovo Testamento, che usa "il linguaggio del bussare alle porte"  (es. Luca 11,5-10; Luca 13,23-27). La canzone, quindi, funziona in parte come "una storia di Dio e Israele / umanità nei tempi biblici", ma ora "applicata a una relazione umana".

## Formazione
- Ian Brown - voce
- John Squire - chitarra
- Mani - basso
- Reni - batteria, cori